# Vaxy
Vaxy là một xã trong vùng Grand Est, thuộc tỉnh Moselle, quận Château-Salins, tổng Château-Salins. Tọa độ địa lý của xã là 48° 51' vĩ độ bắc, 06° 31' kinh độ đông. Vaxy nằm trên độ cao trung bình là 223 mét trên mực nước biển, có điểm thấp nhất là 206 mét và điểm cao nhất là 337 mét. Xã có diện tích 5,31 km², dân số vào thời điểm 1999 là 134 người; mật độ dân số là 25 người/km². Vaxy nằm 5 km về phía bắc của Château-Salins, thuộc Pháp từ năm 1661.

## Thông tin nhân khẩu
| 1962 | 1968 | 1975 | 1982 | 1990 | 1999 |
| ---- | ---- | ---- | ---- | ---- | ---- |
| 112  | 137  | 127  | 127  | 151  | 134  |